# Militärische Ausrüstung
Militärische Ausrüstung (oder: Militärausrüstung) ist jede Ausrüstung, die eigens zu militärischen Zwecken konzipiert oder für militärische Zwecke angepasst wird und zum Einsatz als Kriegswaffe, Munition oder Kriegsmaterial bestimmt ist. 

## Allgemeines
Diese Legaldefinition des § 104 Abs. 2 GWB erhebt die militärische Ausrüstung zum Rechtsbegriff. Dieser zielt primär auf das Vergaberecht bei öffentlichen Auftraggebern wie dem Bundesamt für Ausrüstung, Informationstechnik und Nutzung der Bundeswehr ab, so dass der Begriffsinhalt für militärische Zwecke dienen kann. Auch für militärische Ausrüstung gilt der Grundsatz, dass diese im Wettbewerb zu beschaffen ist. „Für militärische Zwecke anzupassen“ umschreibt Gegenstände, die ursprünglich zivilen Nutzungen dienen, später aber für militärische Zwecke angepasst werden, um als Waffen, Munition oder Kriegsmaterial eingesetzt zu werden (Dual-Use).
Die Legaldefinition des § 104 Abs. 2 GWB beruht auf Art. 1 Nr. 6 Richtlinie 2009/81/EG vom 13. Juli 2009 über die Koordinierung der Verfahren zur Vergabe bestimmter Bau-, Liefer- und Dienstleistungsaufträge in den Bereichen Verteidigung und Sicherheit und gilt daher in allen EU-Mitgliedstaaten.

## Arten
Allgemein lässt sich militärische Ausrüstung unterteilen in die persönliche Ausrüstung der Soldaten, Bewaffnung, technische Ausrüstung und militärische Kommunikationsmittel. Hierzu gehören insbesondere:  
- Persönliche Ausrüstung: beispielsweise ABC-Schutzausrüstung, Einmannpackung, Gefechtshelm, Marschgepäck oder Uniform.
- Bewaffnung: Kriegswaffen wie Kriegsschiffe, Militärflugzeuge, Munition, Panzer, Schusswaffen oder U-Boote.
- Technische Ausrüstung: u. a. Drohnen, Feldküche.
- Militärische Kommunikationsmittel: unter anderem Funkgeräte und Informationstechnik.

Als Kriegswaffen kommen viele der in der Anlage Kriegswaffenliste zum Kriegswaffenkontrollgesetz (KrWaffKontrollG) aufgeführten Waffen in Betracht. Das KrWaffKontrollG unterwirft die Herstellung und das Inverkehrbringen (§ 2 KrWaffKontrollG), vor allem aber den Waffenexport (§ 4a KrWaffKontrollG) einer Genehmigung durch die Bundesregierung (§ 11 KrWaffKontrollG). Ein Teil der in der Anlage aufgeführten Waffen dient nicht als Militärausrüstung der Bundeswehr, wohl aber bei ausländischen Armeen.

## Sonstiges
Die Kampfkraft von Streitkräften wird durch mehrere zusammenwirkende Faktoren bestimmt. Dazu gehören die Personalstärke an Soldaten, deren Ausrüstung und den Grad der Ausbildung und deren Erfahrung und Motivation sowie die Versorgungslage mit Munition, Kraftstoff und weiteren Versorgungsgütern wie Trinkwasser und Verpflegung. Dabei spielen auch qualitative Kriterien eine Rolle. Die Ausrüstung muss dem Stand der Technik entsprechen und die Soldaten müssen diese Ausrüstung bedienen können.